# Mycosphaerella wollemiae
Mycosphaerella wollemiae är en svampart som beskrevs av Sivan. & R.G. Shivas 2002. Mycosphaerella wollemiae ingår i släktet Mycosphaerella och familjen Mycosphaerellaceae.   Inga underarter finns listade i Catalogue of Life.